# Џојсилин Џепкосгеи
Џојсилин Џепкосгеи (енгл. Joyciline Jepkosgei; 8. децембар 1993.) је кенијска атлетичарка која се такмичи на тркама од 10.000 метара до маратона. Она је бивша светска рекордерка у полумаратону где трче заједно мушкарци и жене (64:51 минута). Поред тога је и бивша светска рекордерка у трчању на 10 километара ван стадиона (на друму) са временом 29:43 минута. Била је трећа у трци на 10.000 м на Првенству Африке 2016. 
Џепкосгеи је истрчала светски рекорд у полумаратону од 1:04:52 на Прашком полумаратону у априлу 2017., поставши прва жена која је трчала ову дистанцу за мање од 65 минута. Она је такође незванично оборила светске рекорде за 10 км, 15 км и 20 км у својим пролазним временима током рекордне полумаратонске трке. Током ове трке истрчала је 30:05 на 10 км, 45:37 на 15 км и 61:25 на 20 км. Постала је прва Кенијка која је оборила шест светских рекорда за шест месеци.
У септембру 2017. уз помоћ мушког пејсмејкера, побољшала је свој светски рекорд на 10 км на 29:43  на Великој награди Прага, чиме је постала прва жена која је икада трчала 10 километара испод 30 минута.

## Лични живот
Џепкосгеи тренира њен супруг Николас Коеч. Имају сина Брендона, рођеног 2011.

## Лични рекорди
- 5.000 метара (атлетска стаза) – 15:19,1 ( Најроби 2019)
- 5 километара (друм) - 14:32 (Праг 2017)
- 10.000 метара (атлетска стаза) – 31:28,28 (Дурбан 2016)
- 10 километара (друм) – 29:43 (Праг 2017) Бивши светски рекорд
- 15 километара (друм) – 45:37 (Праг 2017)
- 20 километара (друм) – 1:01:25 (Праг 2017) Незванични светски рекорд
- Полумаратон – 1:04:51 (Валенсија 2017)
- Маратон – 2:16:24 (Лондон 2024)